# Sedum kotschyanum
Sedum kotschyanum är en fetbladsväxtart som beskrevs av Pierre Edmond Boissier. Sedum kotschyanum ingår i Fetknoppssläktet som ingår i familjen fetbladsväxter. Inga underarter finns listade i Catalogue of Life.